# アケティ
アケティ(Aketi)は、コンゴ民主共和国の低ウエレ州にある都市。
言語はリンガラ語。
海抜419mの位置にある。

## 人口
- 2009年：3万8588人(推定)
- 2010年：4万507人(推定)[2]。

## 由来
この町の名前は、植民地時代にPort Chaltinと呼ばれていたことに由来し、1971年に町の名前になった。

## 交通
アケティ空港がある。
第二次世界大戦後ブンバまで延伸されたヴィシコンゴ線が1991年に廃線になった。